# Clark (Misuri)
Clark es una ciudad ubicada en el condado de Randolph en el estado estadounidense de Misuri. En el Censo de 2010 tenía una población de 298 habitantes y una densidad poblacional de 197,02 personas por km².

## Geografía
Clark se encuentra ubicada en las coordenadas 39°16′47″N 92°21′35″O / 39.27972, -92.35972. Según la Oficina del Censo de los Estados Unidos, Clark tiene una superficie total de 1.51 km², de la cual 1.51 km² corresponden a tierra firme y (0%) 0 km² es agua.

## Demografía
Según el censo de 2010, había 298 personas residiendo en Clark. La densidad de población era de 197,02 hab./km². De los 298 habitantes, Clark estaba compuesto por el 97.65% blancos, el 0.34% eran afroamericanos, el 0.34% eran amerindios, el 0.34% eran asiáticos, el 0% eran isleños del Pacífico, el 0% eran de otras razas y el 1.34% pertenecían a dos o más razas. Del total de la población el 1.34% eran hispanos o latinos de cualquier raza.

## Gente notable
- Omar Bradley: Uno de los principales comandantes del Ejército de Estados Unidos en el norte de África y Europa durante la Segunda Guerra Mundial y general del ejército de Estados Unidos.
- Nathan Truesdell: documentalista, nacido y criado en Clark.